# Encyclopædia Britannica
Encyclopædia Britannica ('Britanska enciklopedija') je sveobuhvatna enciklopedija nastala na engleskom jeziku. Njezino prvo izdanje izlazilo je u Edinburghu u razdoblju od 1768. do 1771. i imalo je tri knjige.
1980-ih godina Britannica je započela s digitalnim izdanjima, a posljednje tiskano izdanje Encyclopaedie Britannice je 15. izdanje iz 2010. godine u 32 sveska.
Nakladnik je 2012. godine prestao izdavati tiskano izdanje i enciklopedija je dostupna kao digitalni sadržaj kojem korisnici mogu pristupati putem mrežne stranice ili mobilne aplikacije.

## Galerija
- Prva stranica prvog izdanja, 1771.
- 15. tiskovno izdanje, 2002.
- Dječja Britannica

## Vanjske poveznice
Mrežna mjesta
- Encyclopædia Britannica, službene mrežne stranice
- Encyclopædia Britannica, dijelovi raznih izdanja Britannice dostupni na engleskom Wikizvoru